# Чемпіонат УРСР з легкої атлетики 1969
Чемпіонат УРСР з легкої атлетики 1969 року був проведений у вересні в Донецьку. 13—15 вересня були проведені жіночі дисципліни, а 17—19 вересня — розіграні нагороди серед чоловіків.
Донецькі старти збіглися в часі з першістю Європи, і тому провідні легкоатлети республіки не змогли взяти участь у чемпіонаті УРСР. На перебігу спортивної боротьби позначилося і те, що стадіон було підготовлено погано, а погода виявилася холодною, дощовою.

## Медалісти

### Чоловіки
| Дисципліни                | Золото                                | Золото    | Срібло | Срібло | Бронза | Бронза |
| ------------------------- | ------------------------------------- | --------- | ------ | ------ | ------ | ------ |
| 100 метрів                | Олексій Хлопотнов Харків              | 10,6      |        |        |        |        |
| 200 метрів                | Микола Трусов Одеса                   | 21,9      |        |        |        |        |
| 400 метрів                | Володимир Погасій Львів               | 49,6      |        |        |        |        |
| 800 метрів                | Євген Волков Київ                     | 1.52,7    |        |        |        |        |
| 1500 метрів               | Євген Козлов Запоріжжя                | 3.50,3    |        |        |        |        |
| 5000 метрів               | Євген Козлов Запоріжжя                | 14.18,6   |        |        |        |        |
| 10000 метрів              | Павло Андреєв Львів                   | 29.38,0   |        |        |        |        |
| 110 метрів з бар'єрами    | Олександр Синицин Київ                | 14,3      |        |        |        |        |
| 400 метрів з бар'єрами    | Володимир Булатов Київ                | 53,3      |        |        |        |        |
| 3000 метрів з перешкодами | Віктор Кудинський Київ                | 9.12,0    |        |        |        |        |
| Марафон                   | Василь Шалимінов Київ                 | 2:21.24,0 |        |        |        |        |
| Ходьба 20 кілометрів      | Василь Колодочка Ворошиловград        | 1:31.13,0 |        |        |        |        |
| Стрибки у висоту          | Рустам Ахметов Бердичів               | 2,14 м    |        |        |        |        |
| Стрибки з жердиною        | Геннадій Близнецов Харків             | 5,25 м    |        |        |        |        |
| Стрибки у довжину         | Валерій Підлужний Донецьк             | 7,56 м    |        |        |        |        |
| Потрійний стрибок         | Анатолій Бойко Донецьк                | 15,95 м   |        |        |        |        |
| Штовхання ядра            | Володимир Березуцький Дніпропетровськ | 17,00 м   |        |        |        |        |
| Метання диска             | Валентин Ковтун Харків                | 56,18 м   |        |        |        |        |
| Метання молота            | Володимир Платонов Ворошиловград      | 63,64 м   |        |        |        |        |
| Метання списа             | Сергій Шурхал Одеса                   | 73,40 м   |        |        |        |        |
| Десятиборство             | Валентин Стародубцев Харків           | 6857 очок |        |        |        |        |

### Жінки
| Дисципліни             | Золото                       | Золото    | Срібло | Срібло | Бронза | Бронза |
| ---------------------- | ---------------------------- | --------- | ------ | ------ | ------ | ------ |
| 100 метрів             | Лілія Ткаченко Харків        | 11,9      |        |        |        |        |
| 200 метрів             | Лілія Ткаченко Харків        | 24,9      |        |        |        |        |
| 400 метрів             | Людмила Харитонова Одеса     | 56,1      |        |        |        |        |
| 800 метрів             | Ольга Кушнір Дніпропетровськ | 2.13,0    |        |        |        |        |
| 1500 метрів            | Тамара Пангелова Київ        | 4.31,6    |        |        |        |        |
| 100 метрів з бар'єрами | Світлана Нестеренко Донецьк  | 14,0      |        |        |        |        |
| Стрибки у висоту       | Світлана Гонтковська Київ    | 1,65 м    |        |        |        |        |
| Стрибки у довжину      | Любов Старостенко Запоріжжя  | 6,10 м    |        |        |        |        |
| Штовхання ядра         | Любов Кузьміна Київ          | 14,83 м   |        |        |        |        |
| Метання диска          | Любов Кузьміна Київ          | 49,70 м   |        |        |        |        |
| Метання списа          | Тетяна Родіна Одеса          | 49,67 м   |        |        |        |        |
| П'ятиборство           | Надія Ткаченко Донецьк       | 4379 очок |        |        |        |        |